# Rodel Harbour

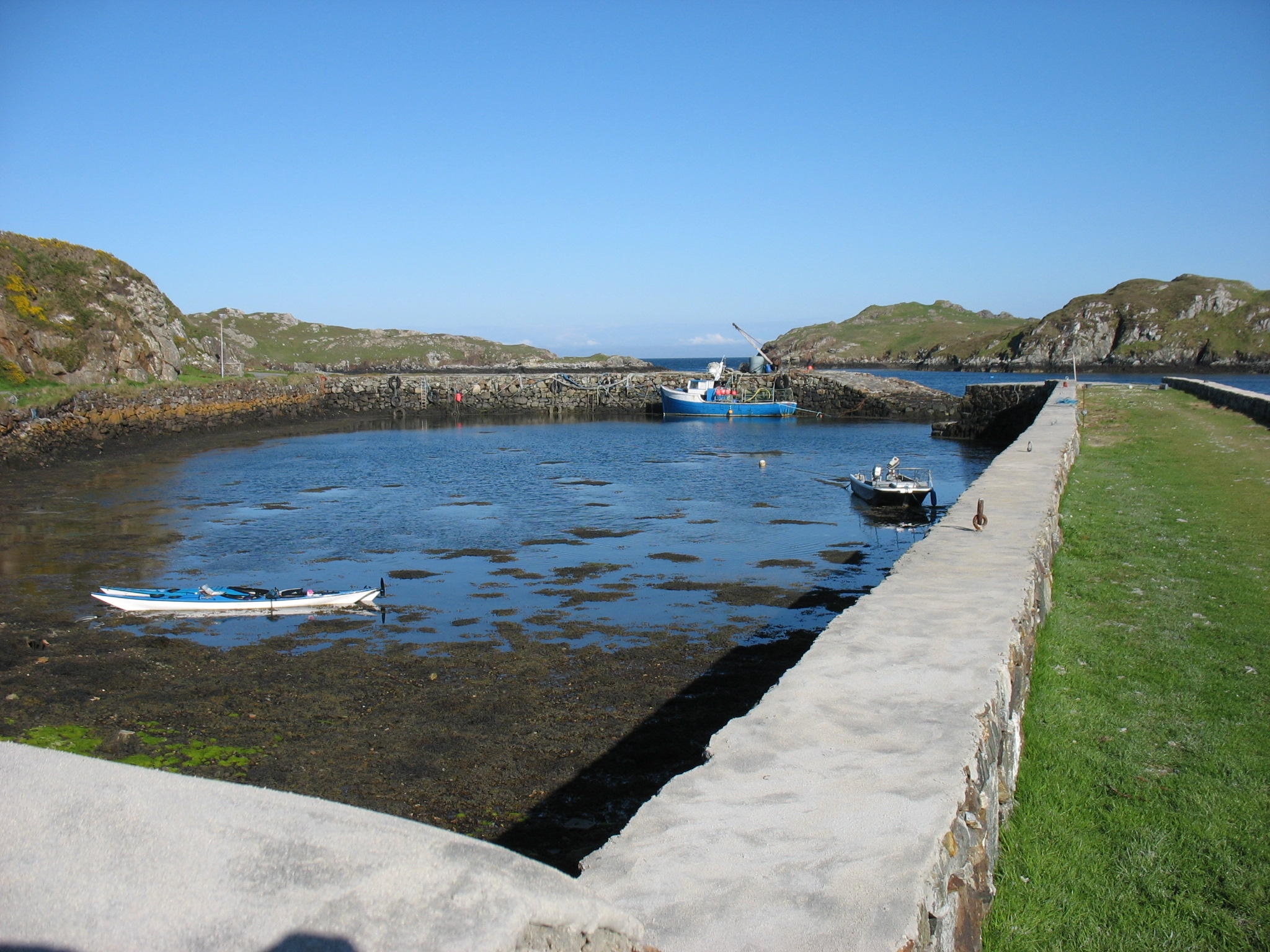
Rodel Harbour

Der Rodel Harbour ist ein Hafen in der schottischen Ortschaft Rodel auf der schottischen Hebrideninsel Harris. 1971 wurde das Bauwerk in die schottischen Denkmallisten in der Denkmalkategorie B aufgenommen.

## Geschichte
Historisch war das an der Südspitze Harris’ gelegene Rodel Hauptort der Insel, bevor unter den Earls of Dunmore, welche die Insel 1836 erworben hatten, das weiter nördlich gelegene Tarbert entwickelt wurde. Eine Anlandestelle am Standort, die vermutlich auch in Verbindung mit der spätestens im 13. Jahrhundert gegründeten St Clement’s Church stand, muss bereits zu einem frühen Zeitpunkt bestanden haben. Unter Alexander Macleod of Berneray, der Harris 1779 erworben hatte, setzte eine Zeit des Aufschwungs in Rodel ein. Die Ortschaft entwickelte sich mit der Fischerei und der Kelpgewinnung. Das zentrale Element war der von Macleod in den 1780er Jahren in Auftrag gegebene Rodel Harbour. Ergänzend ließ Macleod Speichergebäude, darunter den nördlich gelegenen Speicher, sowie die Keimzelle des heutigen Rodel Hotels als Lairdssitz errichten. Des Weiteren entstanden eine Spinnerei, eine Wassermühle sowie eine Schule. Spätestens 1786 war der Rodel Harbour fertiggestellt.

## Beschreibung
Der kleine Rodel Harbour liegt an der Ostküste des Loch Rodel in der Nähe des Südkaps der Insel. Seeseitig schützen die etwa hundert Meter vor seiner Einfahrt gelegenen Inseln Vallay, Flodday und die Corr-eilean den Hafen. Dieser besteht an der Nordseite aus einem Kai, der als Uferbefestigung entlang der A859 ausgeführt ist. Zwei geschwungene Piere schließen das Hafenbecken ein. Die befestigten Elemente sind aus Feldstein aufgemauert. Beide Pierabschlüsse sind mit Bootsrampen ausgeführt, die möglicherweise auch dem Viehtransport gedient haben könnten. Auf dem Ostpier wurde im 19. Jahrhundert ein handbetriebener Kran mit hölzernem Schwenkausleger installiert.